# Agromyza anthrax
Agromyza anthrax är en tvåvingeart som beskrevs av Samuel Wendell Williston  1896. Agromyza anthrax ingår i släktet Agromyza och familjen minerarflugor. Inga underarter finns listade i Catalogue of Life.